# مايكل كينيدي
مايكل كينيدي (بالإنجليزية: Michael O'Kennedy)‏ (و. 1936 – م) هو سياسي، ودبلوماسي، من جمهورية أيرلندا.

## مناصب
تولى منصب نائب دييل، وعضو مجلس الشيوخ من أيرلندا.

## التعليم
تعلم في جامعة كلية دبلن.

## روابط خارجية
- مايكل كينيدي على موقع مونزينجر (الألمانية)